# Rajeh
Rajeh (persiska: رجه) är en ort i Iran.   Den ligger i provinsen Mazandaran, i den norra delen av landet, 160 km öster om huvudstaden Teheran. Rajeh ligger 1 635 meter över havet och antalet invånare är 272.
Terrängen runt Rajeh är kuperad åt nordost, men åt sydväst är den bergig. Runt Rajeh är det ganska glesbefolkat, med 34 invånare per kvadratkilometer. Närmaste större samhälle är Pol-e Sefīd, 10,5 km nordväst om Rajeh. Trakten runt Rajeh består i huvudsak av gräsmarker.